# Кристина (озеро, Альберта)
Кристина (англ. Christina Lake) — озеро в канадской провинции Альберта.
Расположено к востоку от деревни Конклин, в восточной части провинции северо-западнее более крупного озера Уинфред, примерно в 125 километрах южнее Форт-Мак-Марри, между последним и деревней Лак Ла-Бич, близ шоссе 881.
Озеро лежит на высоте в 556 м. Оно является средним по величине среди озёр Канады и занимает площадь в 21,3 км², площадь бассейна — 1250 км². Средняя глубина составляет 17,3 м, а максимальная достигает 32,9 м. Озеро вытянуто в широтном направлении и состоит из трёх водоёмов, соединённых широкими протоками. В его восточной оконечности вода изливается в реку Джекфиш, которая течёт далее 11 километров, а затем её воды впадают в реку Кристина, являющуюся притоком реки Клируотер.
На озере присутствует спортивное рыболовство на судака, северную щуку, озёрного сига, жёлтого окуня.
Озеро названо в честь Кристины Гордон, первой белой женщины, ставшей постоянно жить в Форт-Мак-Марри.
Компания Cenovus Energy управляет проектом SAGD на озере Кристина, добывая битум из формации МакМюррея.